# L'arciere di Sherwood
L'arciere di Sherwood é um filme ítalo-hispânico-francês de 1971, do gênero aventura, dirigido por Giorgio Ferroni, com trilha sonora de Gianni Ferrio.

## Sinopse
As aventuras de Robin Hood e seus companheiros, enfrentando as tiranias do príncipe John, e roubando os ricos, para resgatar o Rei Ricardo, aprisionado ao voltar das cruzadas.

## Elenco
- Giuliano Gemma....... Robin Hood
- Mark Damon....... Allen
- Luis Dávila....... Sir Robert
- Silvia Dionisio....... Lady Marian
- Mario Adorf....... Frei Tuck
- Daniele Dublino....... Príncipe John
- Nello Pazzafini....... João Pequeno
- Manuel Zarzo....... Will Scarlet
- Pierre Cressoy....... Sir Gay
- Valerie Forques
- Lars Bloch....... Rei Ricardo
- Helga Liné....... Matilde
- Furio Meniconi